# David Beaudin
David Beaudin (6 de julio de 1977) es un deportista canadiense que compitió en judo. Ganó una medalla de plata en el Campeonato Panamericano de Judo de 1998, en la categoría de –81 kg.

## Palmarés internacional
| Campeonato Panamericano | Campeonato Panamericano         | Campeonato Panamericano | Campeonato Panamericano |
| Año                     | Lugar                           | Medalla                 | Categoría               |
| ----------------------- | ------------------------------- | ----------------------- | ----------------------- |
| 1998                    | Santo Domingo (Rep. Dominicana) | Medalla de plata        | –81 kg                  |